# Lista najwyższych budynków w Denver
Denver jest miastem w środkowo-zachodniej części Stanów Zjednoczonych. Znajduje się tutaj osiem budynków mających powyżej 150 metrów wysokości. Spośród najwyższych budynków prawie wszystkie wybudowano w okresie lat siedemdziesiątych i osiemdziesiątych XX wieku. 

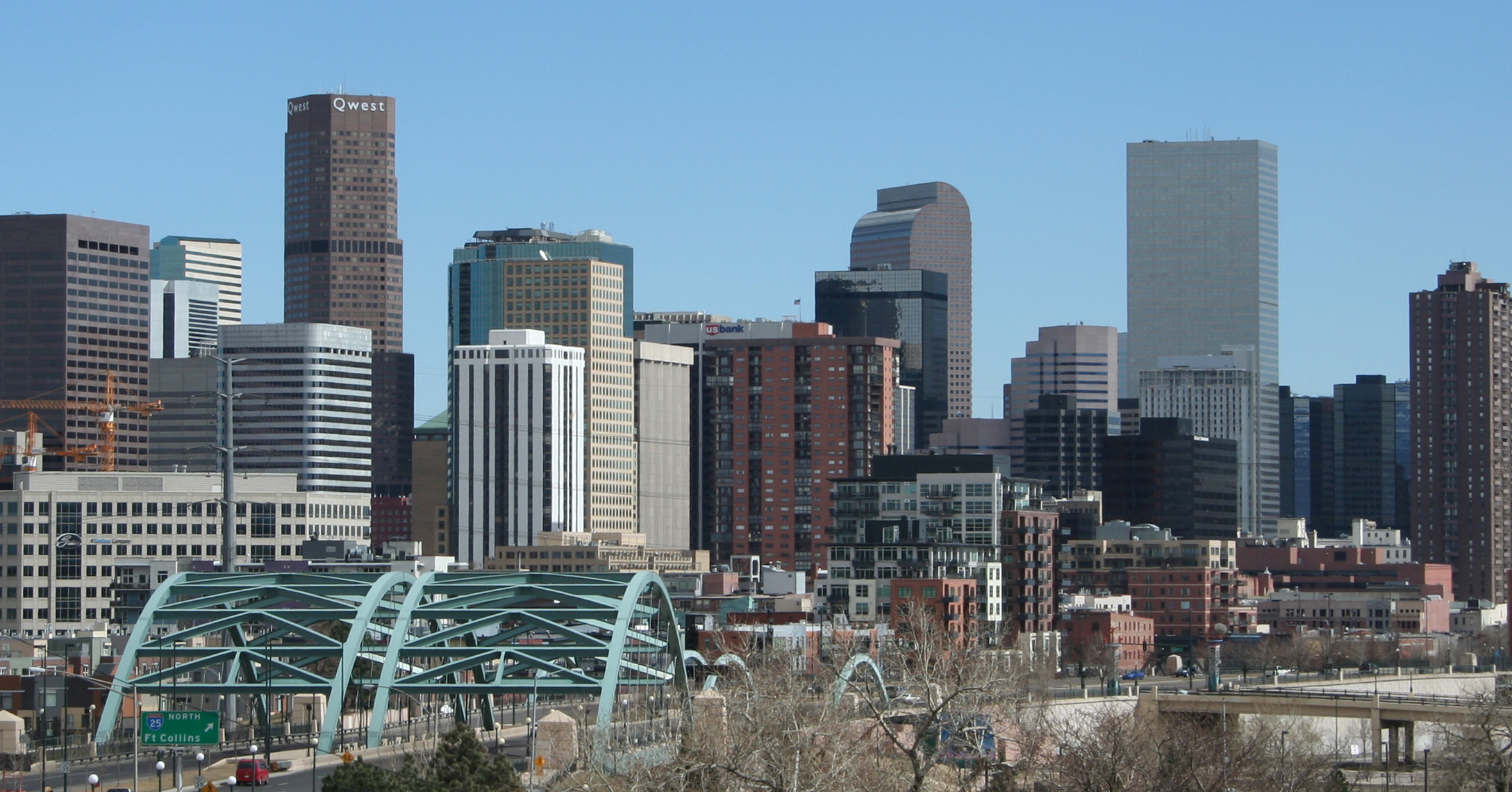
Centrum miasta

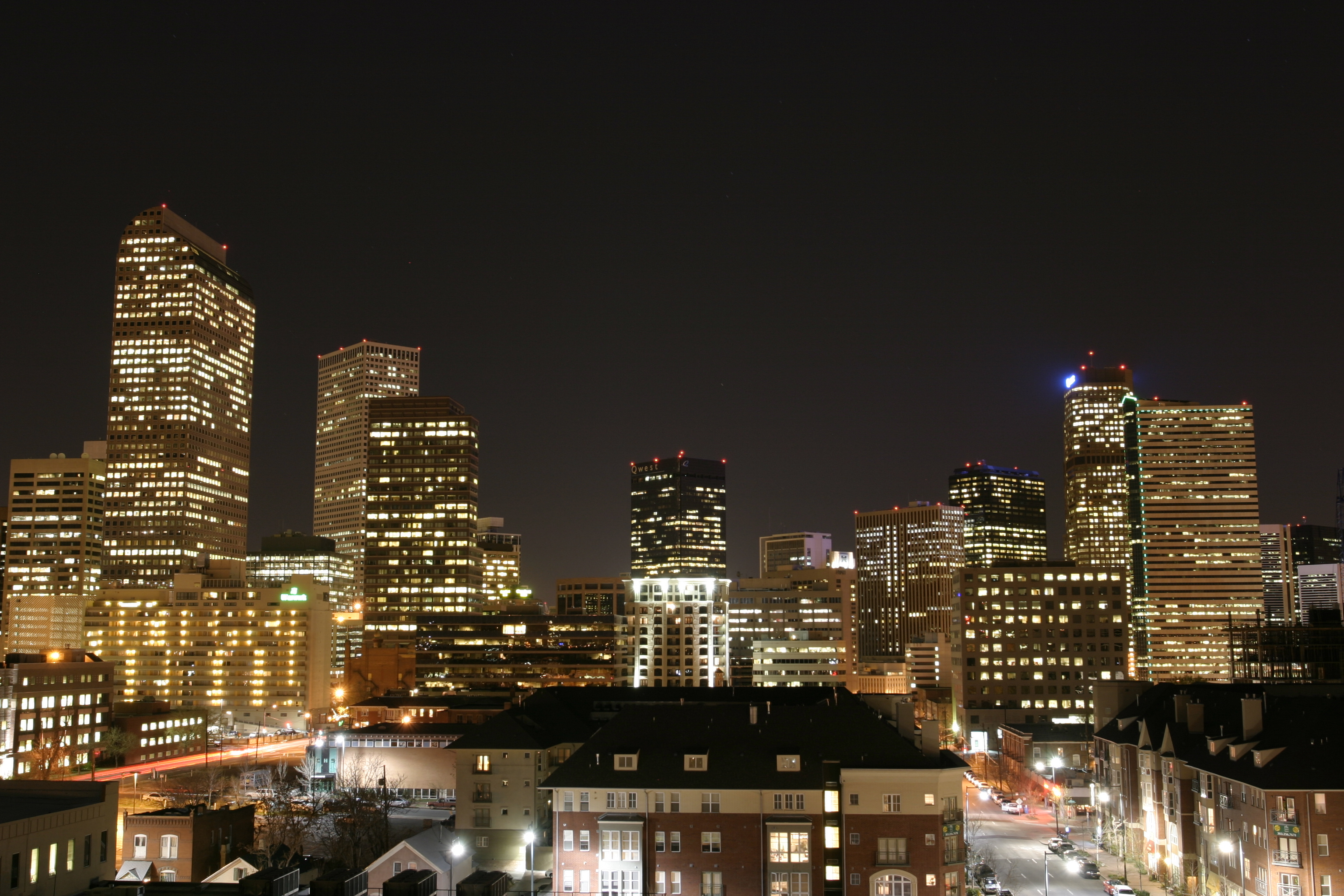
Denver nocą

## 10 najwyższych
| L.p. | Budynek                                                | Wysokość | Liczba pięter | Rok budowy |
| ---- | ------------------------------------------------------ | -------- | ------------- | ---------- |
| 1.   | Republic Plaza                                         | 218 m    | 56            | 1984       |
| 2.   | 1801 California Street                                 | 216 m    | 52            | 1983       |
| 3.   | Wells Fargo Center                                     | 213 m    | 50            | 1983       |
| 4.   | Four Seasons Hotel Denver                              | 195 m    | 45            | 2010       |
| 5.   | 1144 Fifteenth                                         | 188 m    | 40            | 2018       |
| 6.   | 1999 Broadway                                          | 166 m    | 43            | 1985       |
| 7.   | 707 17th Street                                        | 159 m    | 42            | 1981       |
| 8.   | 555 17th Street                                        | 155 m    | 40            | 1978       |
| 9.   | Hyatt Regency Denver at the Colorado Convention Center | 149 m    | 38            | 2005       |
| 10.  | Spire                                                  | 147 m    | 41            | 2010       |

## Galeria zdjęć

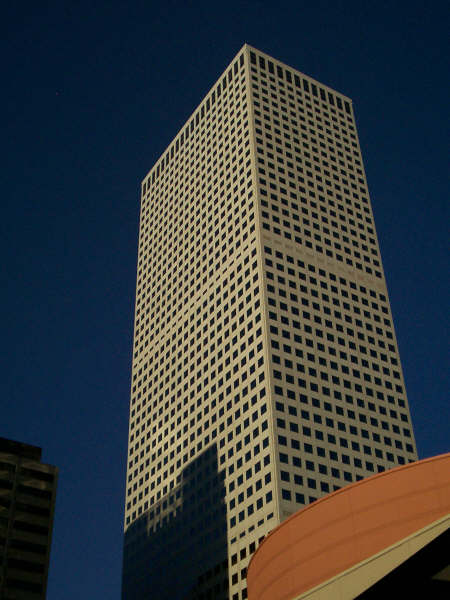
1. Republic Plaza
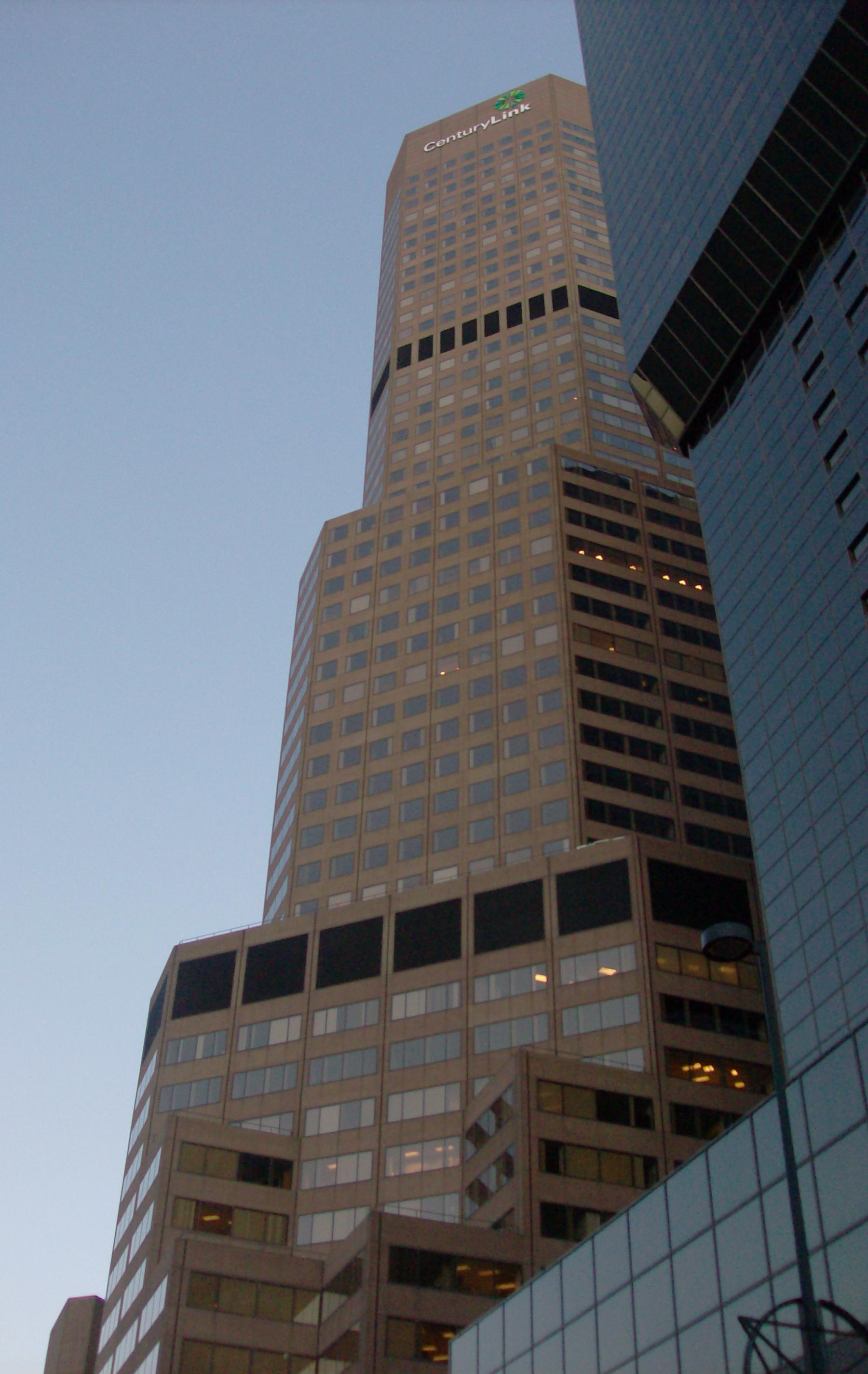
2. 1801 California Street
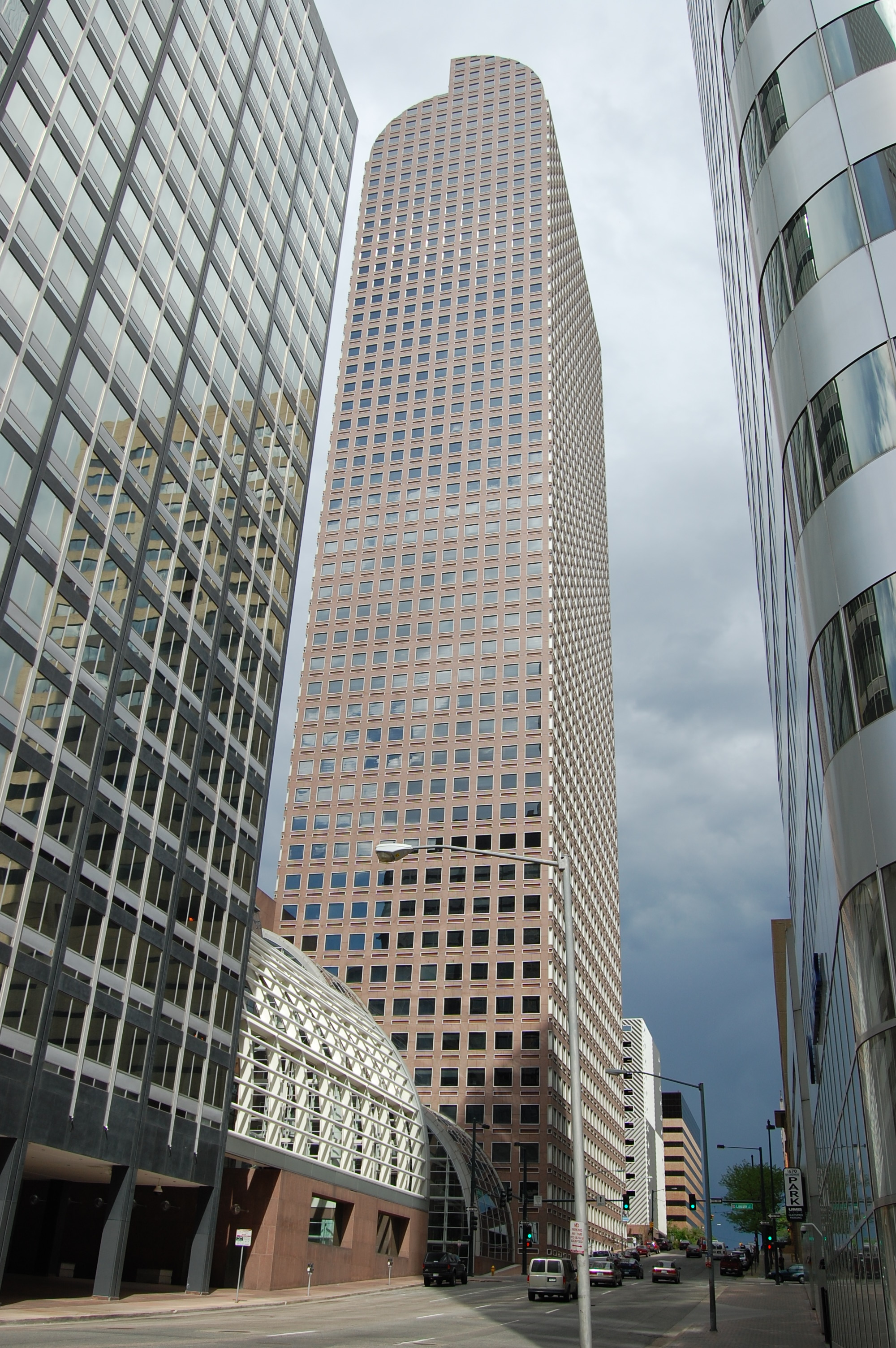
3. Wells Fargo Center
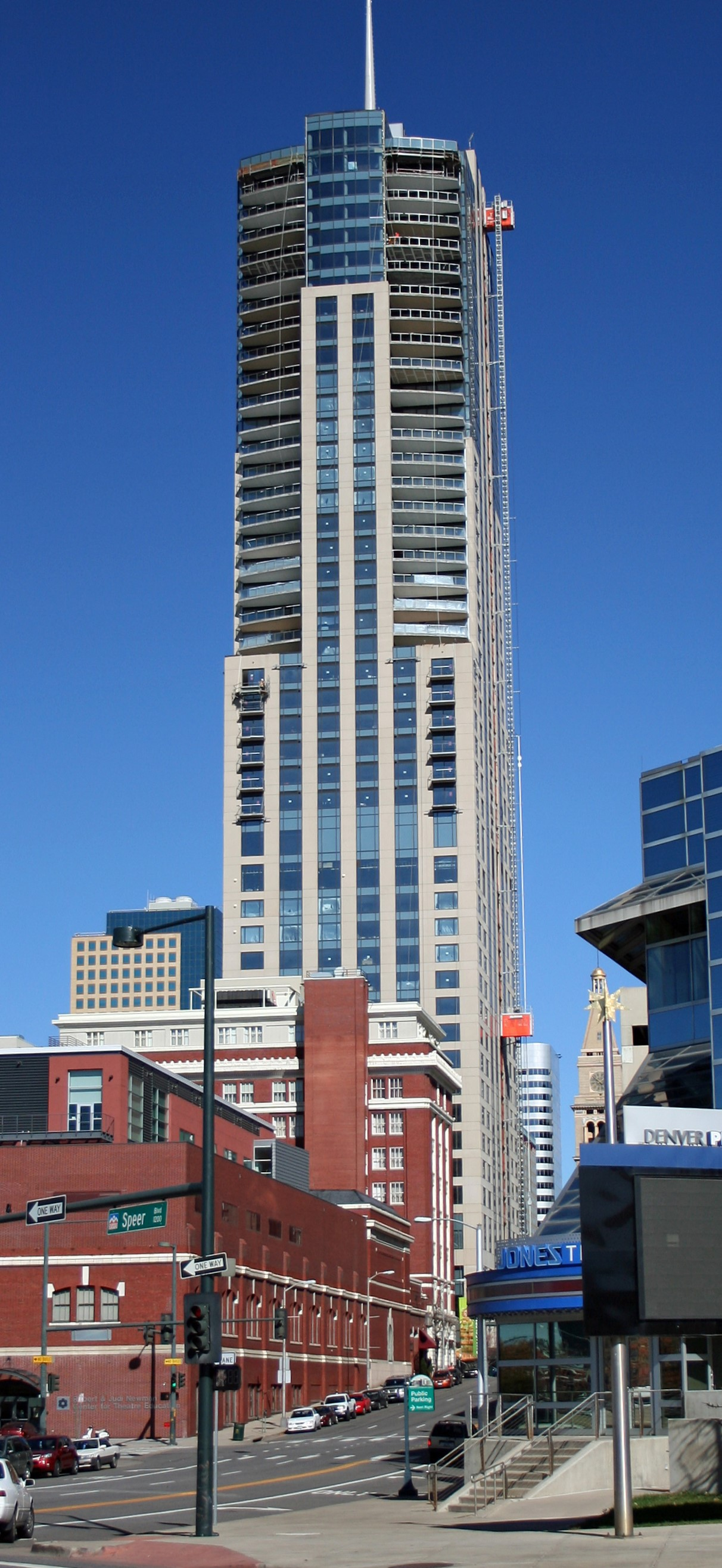
4. Four Seasons Hotel Denver
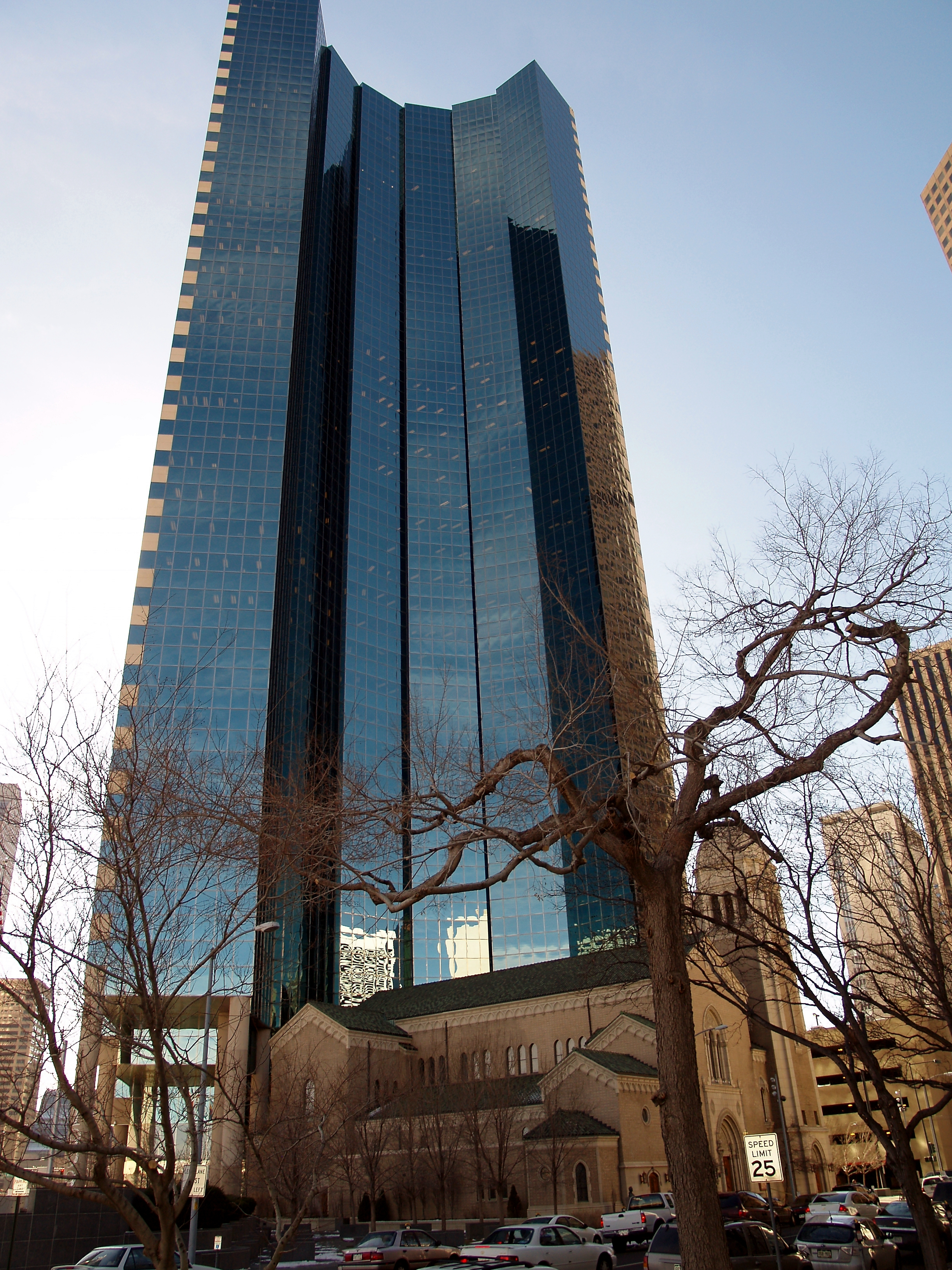
5. 1999 Broadway
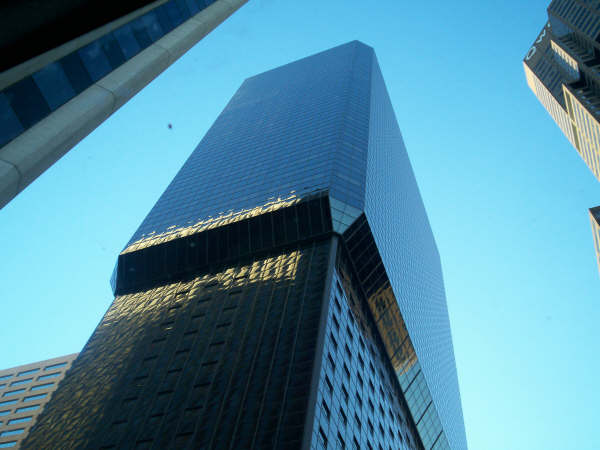
6. 707 17th Street
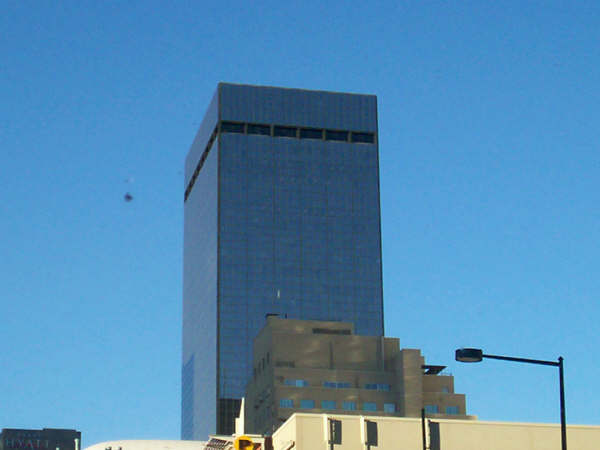
7. 555 17th Street
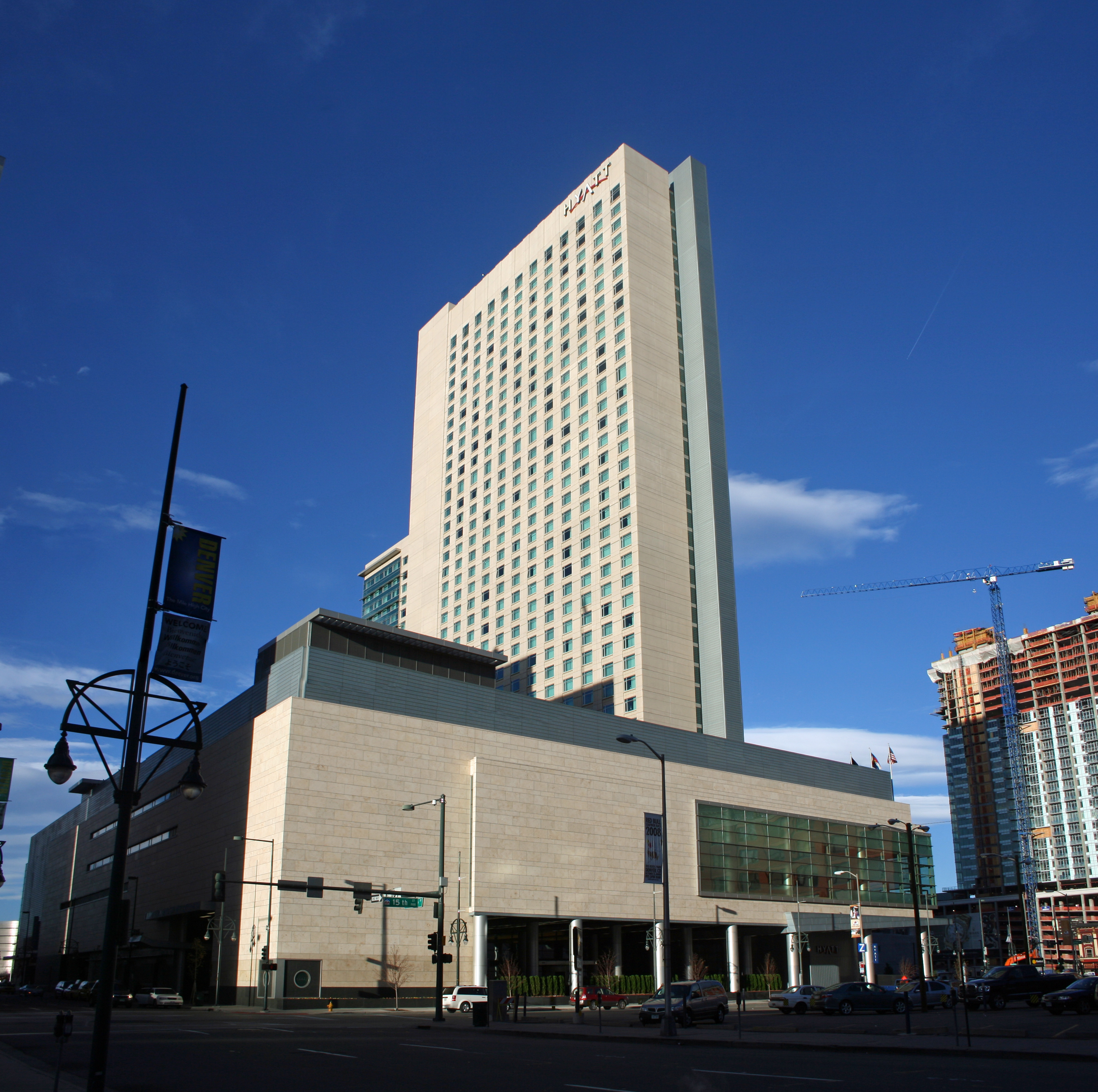
8. Hyatt Regency
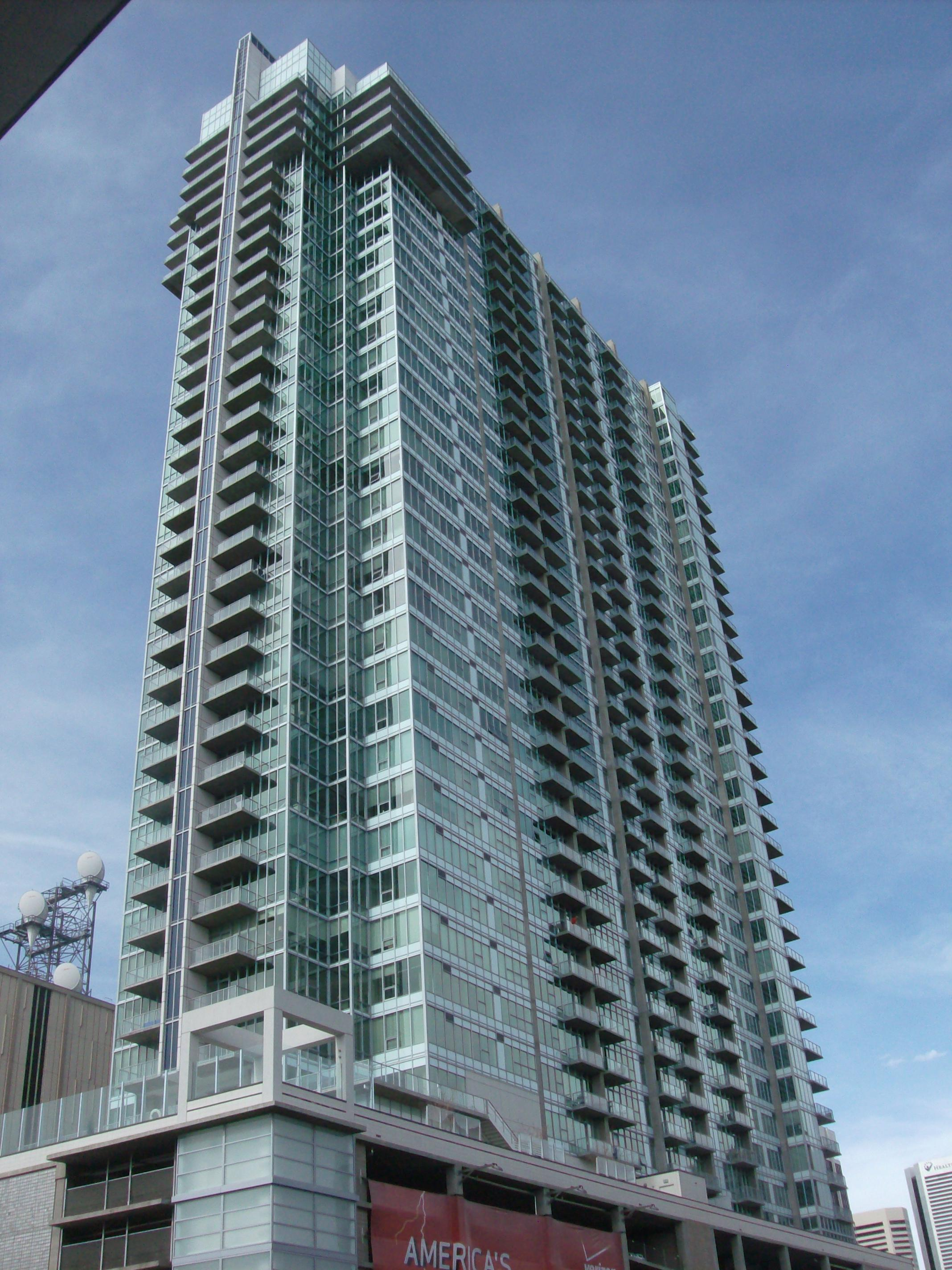
9. Spire
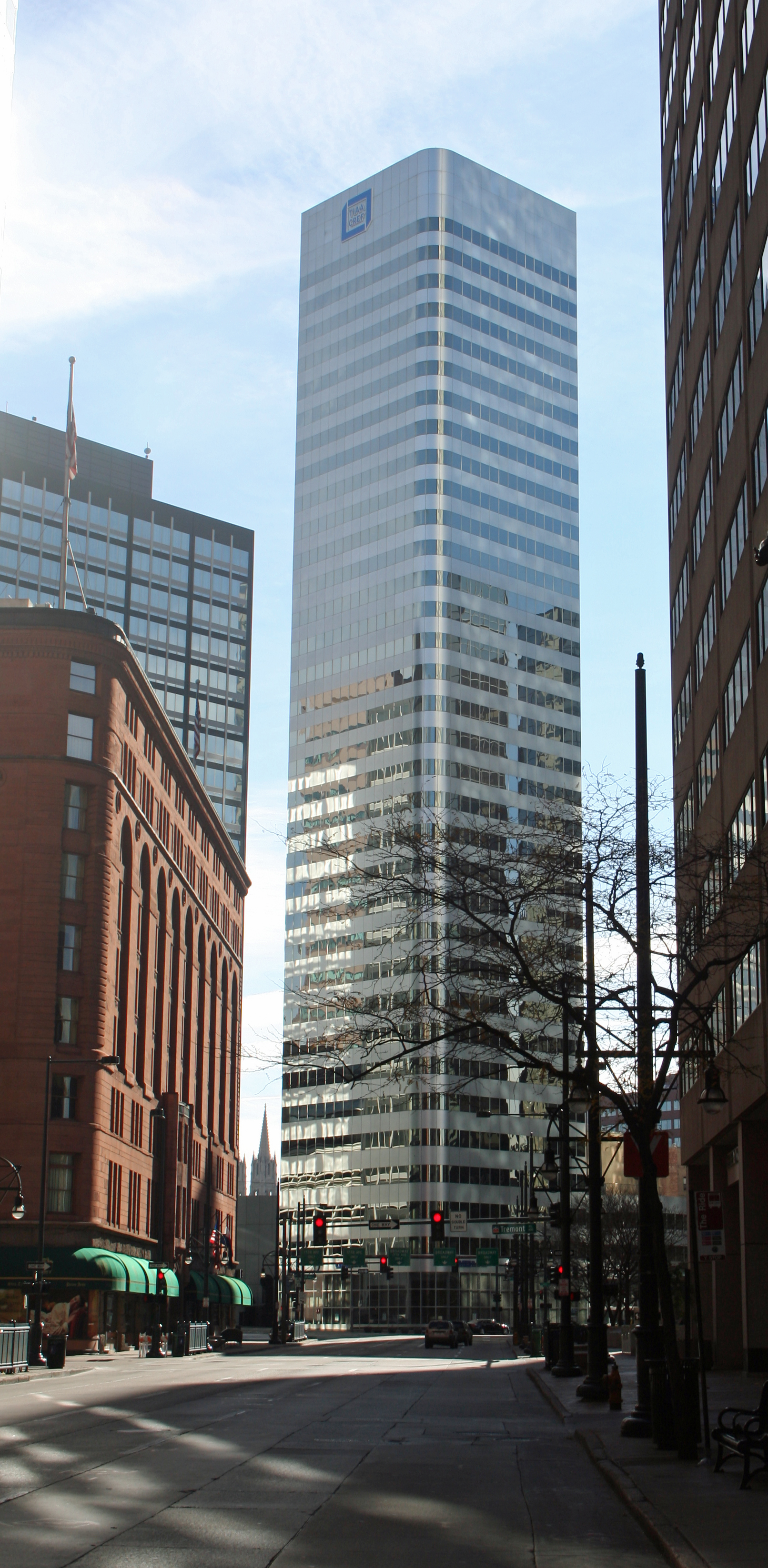
10. 1670 Broadway